# Samsung Galaxy A25 5G
Samsung Galaxy A25 5G — смартфон середнього рівня, розроблений Samsung Electronics, що входить до серії Galaxy A. Був анонсований 11 грудня 2023 року.

## Дизайн
Передня панель виконана зі скла, а задня — з глянцевого пластику з візерунком в клітинку. Рамка виконана з матового пластику.
Дизайн Samsung Galaxy A25 5G подібний до попередника, але нова модель тепер має пласку рамку з острівцем для кнопок (англ. Key Island).
Знизу знаходяться роз'єм USB-C, динамік, мікрофон та 3.5 мм аудіороз'єм. Зверху розташований другий мікрофон. З лівого боку розташований залежно від моделі слот під 1 SIM-картку і карту пам'яті або 2 SIM-картки і карту пам'яті. З правого боку розміщені кнопки регулювання гучності та блокування, в яку вбудований сканер відбитків пальців.
Galaxy A25 5G продається в 4 кольорах: синьо-чорному (Brave Black), світло-блакитному (Optimistic Blue), блакитному (Fantasy Blue) та жовтому (Personality Yellow).

## Технічні характеристики

### Апаратне забезпечення

#### Платформа
Пристрій отримав такий самий процесор процесор як Samsung Galaxy A53 5G, а саме Samsung Exynos 1280 з графічним процесор Mali-G68.

#### Акумулятор
Акумуляторна батарея отримала об'єм 5000 мА·год та підтримку швидкої зарядки потужністю 25 Вт.

#### Камера
Galaxy A25 5G отримав основну потрійну камеру 50 Мп, f/1.8 (ширококутний) з фазовим автофокусом та оптичною стабілізацією зображення + 8 Мп, f/2.2 (надширококутний) з кутом огляду 120° + 2 Мп, f/2.4 (макро). Основна камера вміє записувати відео в роздільній здатності 4K@30fps. Фронтальна камера отримала роздільність 13 Мп, діафрагму f/2.2 (ширококутний) та можливість запису відео в роздільній здатності 1080p@30fps.

#### Екран
Екран Super AMOLED, 6.5", FullHD+ (2340 × 1080) зі щільністю пікселів 396 ppi, співвідношенням сторін 19.5:9, частотою оновлення екрану 120 Гц та Infinity-U (краплеподібним) вирізом під фронтальну камеру.

#### Звук
Смартфон отримав стереодинаміки. Роль другого динаміка виконує розмовний.

#### Пам'ять
Пристрій продається в комплектаціях 4/128 6/128, 8/128 6/256 та 8/256 ГБ. В Україні офіційно доступні тільки конфігурації 6/128 та 8/256 ГБ.
Об'єм сховища можна розширити за допомогою карти пам'яті формату microSD до 1 ТБ.

### Програмне забезпечення
Смартфон був випущений на One UI 6.0 на базі Android 14 і пізніше був оновлений до One UI 7.0 на базі Android 15.